# Eugeniusz Tymiński

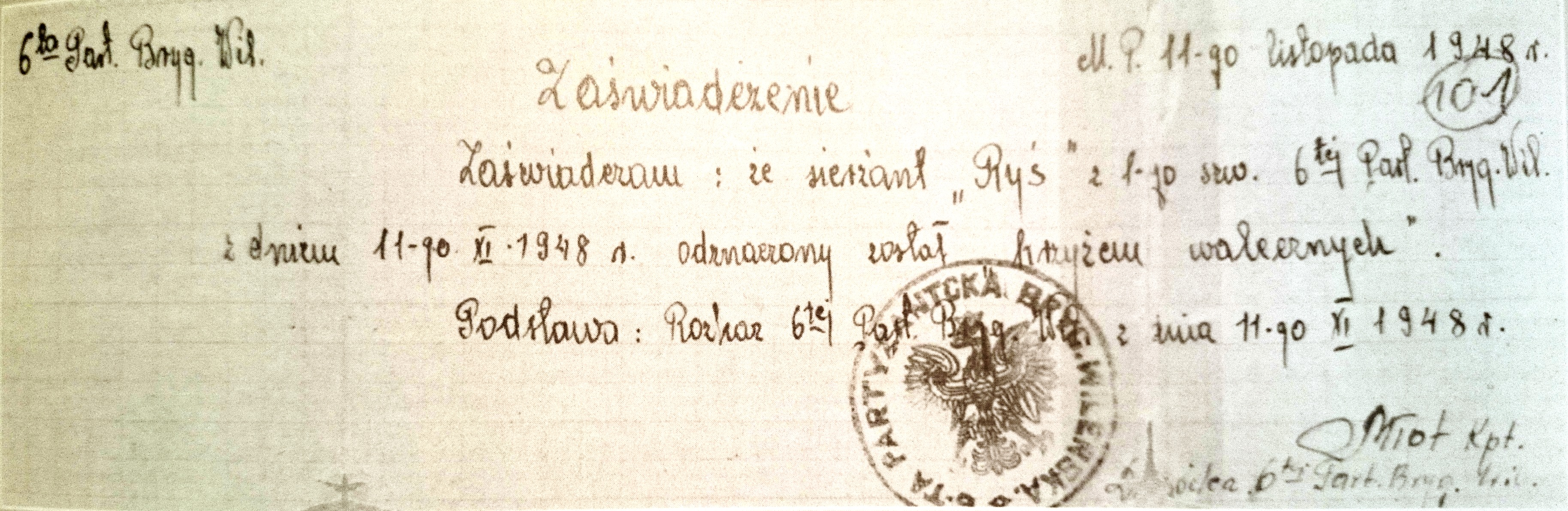
Zaświadczenie wystawione przez Władysława Łukasiuka „Młota”, dowódcę 6 Wileńskiej Brygady (WiN) o odznaczeniu sierżanta Eugeniusza Tymińskiego „Rysia” Krzyżem Walecznych

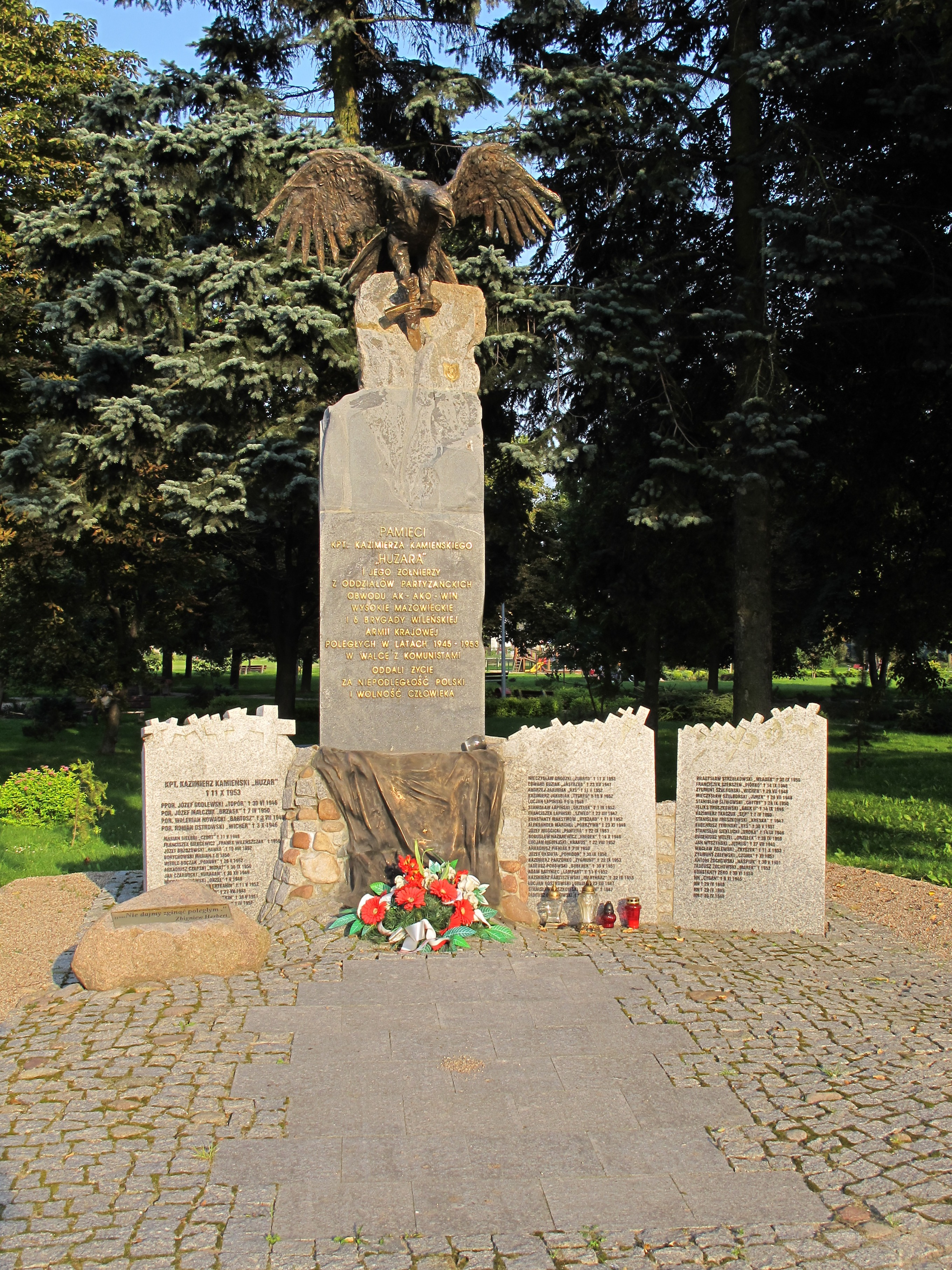
Pomnik poświęcony Kazimierzowi Kamieńskiemu i żołnierzom 6 Brygady Wileńskiej w Wysokiem Mazowieckim. Wśród żołnierzy wymieniony jest również Eugeniusz Tymiński

Eugeniusz Tymiński pseud. Ryś (ur. ?, zm. 30 maja 1951 w Nowych Żochach) – podoficer Armii Krajowej i Zrzeszenia Wolność i Niezawisłość, starszy sierżant 6 Brygady Wileńskiej, dowódca patrolu w oddziale Kazimierza Kamieńskiego, żołnierz wyklęty.

## Życiorys
W czasie II wojny światowej Eugeniusz Tymiński był żołnierzem AK. Po wojnie ujawnił się przed organami bezpieczeństwa w ramach amnestii w 1947 roku, jednak służby te nie dotrzymały wobec niego gwarancji amnestyjnych. Został poddany represjom i aresztowany, jednak udało mu się zbiec z rąk UB. W kwietniu 1947 roku dołączył do Kazimierza Kamieńskiego „Huzara”, który odtwarzał po „amnestii” swój oddział. Tymiński był jednym z pierwszych towarzyszy Kamieńskiego w jego oddziale.
W maju 1947 roku oddział „Huzara” spotkał się we wsi Lubowicz Wielki z por. Władysławem Łukasiukiem „Młotem”, który przybył tam na czele jednego ze szwadronów odtworzonej rok wcześniej 6 Wileńskiej Brygady. Wkrótce oddział „Huzara” wszedł w skład 6 Wileńskiej Brygady. Według niektórych źródeł  oddział „Huzara” został przemianowany na I szwadron. Od lata 1948 roku por. Kazimierz Kamieński „Huzar” pełnił oficjalną funkcję zastępcy dowódcy 6 Brygady Wileńskiej.
„Młot” zginął 27 czerwca 1949 roku, a jego następcą, ostatnim dowódcą 6 Wileńskiej Brygady został bezpośredni przełożony Tymińskiego, Kazimierz Kamieński „Huzar”.
W drugiej połowie lipca 1950 roku „Huzar” zarządził na terenie powiatu wysokomazowieckiego koncentrację sił po wielkiej akcji likwidacji podziemia antykomunistycznego na terenie Podlasia. Siły „Huzara” zostały podzielone na cztery pododdziały (patrole) liczące razem 20 żołnierzy. Eugeniusz Tymiński, wraz z Adamem Ratyńcem „Lampartem” i Kazimierzem Parzonko „Zygmuntem” weszli do pododdziału, którym osobiście dowodził „Huzar”.
W 1951 roku Eugeniusz Tymiński został dowódcą patrolu, w którego skład weszli m.in.: Tadeusz Porowski „Boberek”, „Marynarz”, Stanisław Gontarczuk „Rekin” i Antoni Żochowski „Mars”, „Naspiuk”.
Wśród akcji patrolu można wymienić akcję z 27 stycznia 1951 roku w Hodyszewie: żołnierze patrolu podający się za funkcjonariuszy MO przesłuchali, a następnie zastrzelili członka PZPR i ORMO Eugeniusza Pruszyńskiego.
30 maja 1951 roku we wsi Nowe Żochy, grupa operacyjna KBW, wiedząc z donosu o miejscu stacjonowania patrolu, zlikwidowała patrol st. sierżanta „Rysia”. Podczas nieudanej próby przebicia, osłanianej przez „Rysia” ogniem erkaemu, polegli Antoni Żochowski „Naspiuk” i Tadeusz Porowski „Boberek”. Zginął również  Eugeniusz Tymiński „Ryś”. Stanisław Gontarczuk „Rekin” oderwał się od przeciwnika, ale obława ponownie odnalazła go w lesie pod majątkiem Wyliny-Ruś, gdzie poległ podczas kolejnego starcia.

## Odznaczenia
- Krzyż Walecznych – 11 listopada 1948 roku[6]
- Postanowieniem prezydenta RP Lecha Kaczyńskiego z 9 listopada 2007 roku „za wybitne zasługi dla niepodległości Rzeczypospolitej Polskiej” Eugeniusz Tymiński został pośmiertnie odznaczony Krzyżem Komandorskim z Gwiazdą Orderu Odrodzenia Polski[7], a przekazanie orderu rodzinie odbyło się 11 listopada tego samego roku w czasie uroczystości z okazji Narodowego Święta Niepodległości[8][9].

## Upamiętnienie
W Wysokiem Mazowieckim odsłonięto pomnik upamiętniający Kazimierza Kamieńskiego, oficerów i żołnierzy 6 Wileńskiej Brygady. Wśród poległych wymieniony jest również Eugeniusz Tymiński.